# Kirkjubøhólmur
Hovshólmur est un îlot des îles Féroé appartenant à la municipalité de Kirkjubøur, à sept kilomètres au sud de la capitale Tórshavn. Sa superficie est de 0,02 km2. 
Il est situé au sud-ouest de l'île de Streymoy et était auparavant relié à cette dernière, mais les marées les ont progressivement séparé.